# Albert Maori Kiki
Sir Albert Maori Kiki (ur. 21 września 1931 w Orokolo (prowincja Gulf), zm. 13 marca 1993 w Port Moresby) – patolog, polityk i pisarz, wicepremier Papui-Nowej Gwinei. Kawaler Komandor Orderu Imperium Brytyjskiego (KBE).

## Kariera
Edukację zaczynał w London Missionary Society. Po wojnie kontynuował naukę w Sogeri. Kolejno odbył medyczne szkolenie na Fidżi, gdzie uzyskał dyplom patologa. Po powrocie do Port Moresby założył Stowarzyszenie Pracowników Nowej Gwinei (New Guinea Workers Association) i rozpoczął prace nad usunięciem dyskryminujących przepisów i zwiększenia udziału rdzennych mieszkańców w radzie legislacyjnej. Założył także pierwsze Rugby Union Association.
Poczucie niesprawiedliwości administracji australijskiej wzrosło podczas czasu spędzonego w Buka jako asystent opieki społecznej (1961-63), a po powrocie do Port Moresby jego świadomość polityczna rozwijała się podczas kursu w Administrative College (1964-65). Doprowadziło to ostatecznie do powstania Partii Pangu w czerwcu 1967 i zaangażowania się politycznego. Głównym założeniem partii było stawianie nacisku na rządy wewnętrzne prowadzące do niepodległości. Po nieudanych wyborach w 1968 Kiki pozostał krajowym sekretarzem partii, a po wyborach w 1972 uzyskał mandat do Parlamentu Narodowego i został ministrem ds. gruntów i środowiska w gabinecie Michaela Somare’a. W latach 1975–1977 pełnił funkcję wicepremiera.

## Twórczość literacka
W 1968 ukazała się autobiografia Kiki Ten Thousand Years in a Lifetime. Książka, przez pryzmat jego życia, ukazuje tysiące lat rozwoju człowieka. Opowiada o dzieciństwie w małym koczowniczym plemieniu i wkraczaniu w cywilizowany świat, by stać się politykiem i założycielem ważnej partii politycznej. Zawiera opisy obyczajów, rytuałów inicjacyjnych, starożytnych zaklęć i złożonej symboliki sztuki plemiennej.
Ulli Beier, niemiecki redaktor, pisarz i uczony, który odegrał pionierską rolę w rozwijaniu literatury Papui-Nowej Gwinei, w artykule dla „The Hudson Review” Literature in New Guinea, opublikowanym w 1971, uznał tę autobiografię za pierwszą papuańską książkę, a Maori Kiki za pierwszego prawdziwego papuańskiego autora. Jednocześnie dyskredytując autobiograficzną powieść Ligeremaluoga, wydaną w 1932, jako wg niego, odrzucającą obyczaje plemienne, ślepą akceptację australijskiego zwierzchnictwa i wypierającego tradycje plemienne chrześcijaństwa. Beier miał osobisty udział w tworzeniu tej autobiografii. Książka została podyktowana i nagrana przez niego na magnetofonie, a później przepisana i zredagowana.
Współpraca Kiki i Beiera zaowocowała wydaniem w 1984, współautorskiej książki Hohao boards. Powstała ona na zlecenie Papua New Guinea Public Museum and Art Gallery. Zawiera ilustracje i opis sztuki plemiennej, szczególnie z regionu Orokolo, z którego pochodził Kiki. Dzięki ich pracy muzeum nie tylko zyskało cenną dokumentację tradycji papuańskich, ale też wzbogaciło się o wiele eksponatów, które autorzy zebrali pracując nad książką.